# Digital kompetens
Digital kompetens kan definieras som förmåga att kunna använda internet och digital teknik för att stödja det egna yrkesutövandet. Kompetens innebär i sig att man är formellt behörig, har rätt utbildning, erfarenhet eller kunnighet för en viss befattning.
Digital kompetens är ett nytt begrepp, som började komma fram med datorrevolutionen, dvs med datormodernisering och IKT-verktygs utveckling. I början av det 21:a århundradet blev detta begrepp ganska populärt. 
Digital kompetens består av bland annat av att hantera en dator och dess programvaror till att ha ett kritiskt och reflekterande synsätt till IT.
EU:s definition av begreppet digital kompetens omfattar säker och kritisk användning av informationssamhällets teknik samt grundläggande färdigheter i kommunikations- och informationsteknik.
För att rama in begreppet digital kompetens har Sveriges regering fört ett resonemang runt begreppet digitalisering och kompetens var för sig. Digitalisering innebär i korthet att digital kommunikation och interaktion mellan människor, verksamheter och saker blir självklara. Resonemanget runt kompetensbegreppet har utgått från de egenskaper EU:s nyckelkompetenser har för det livslånga lärandet. 
Användningen av informationssamhällets teknik kräver en kritisk och reflekterande attityd när det gäller information och ansvarsfull användning av interaktiva medier. Ett intresse för att engagera sig i olika grupper och nätverk för kulturella, sociala eller yrkesrelaterade ändamål stöder också den här kompetensen. Kompetens definieras i EU:s nyckelkompetenser som en kombination av kunskap, färdighet och attityder anpassade till det aktuella området.
Skolverket (2016) beskriver att de har i uppdrag av Sveriges regering att ta fram förslag hur digital kompetens ska införas i skolan och läroplanen. Det är ett viktigt uppdrag att stärka eleverna i digital kompetens samt att föra in den här kompetensen i dagens samhälle som ständigt förändras.[1] Barn idag möter ett samhälle som har förändrats över tid vilket pedagoger behöver beakta och att digital kompetens är högst aktuellt enligt Sveriges regering och Skolverket. Dessa menar att det är viktigt att barnen ges möjligheter att skapa ett lärande i digital kompetens. Det är bara frågan hur det ska utformas i läroplanen eftersom tanken inte är att det ska bli ett eget ämne utan ingå i redan befintliga ämnen.

## Bakgrund
Hösten 2006 listade EU-kommissionen åtta nyckelkompetenser för ett livslångt lärande, bland annat digital kompetens, som innefattar allt från att hantera en dator och dess programvaror till att ha en kritisk och reflekterande attityd till IT.[1]
Digital kompetens anses lika viktigt som att kunna läsa och skriva därför är det viktigt att integrera digital kompetens i all utbildning. Norge har i sin utbildning, sedan ett antal år tillbaka, ett beslut om att digitala kompetenser är något barnen ska äga när de slutar grundskolan. Sverige har på uppdrag från Skolverket sedan 2016 att ge svenska elever möjlighet att förfoga över digital kompetens.